# Keshoraipatan

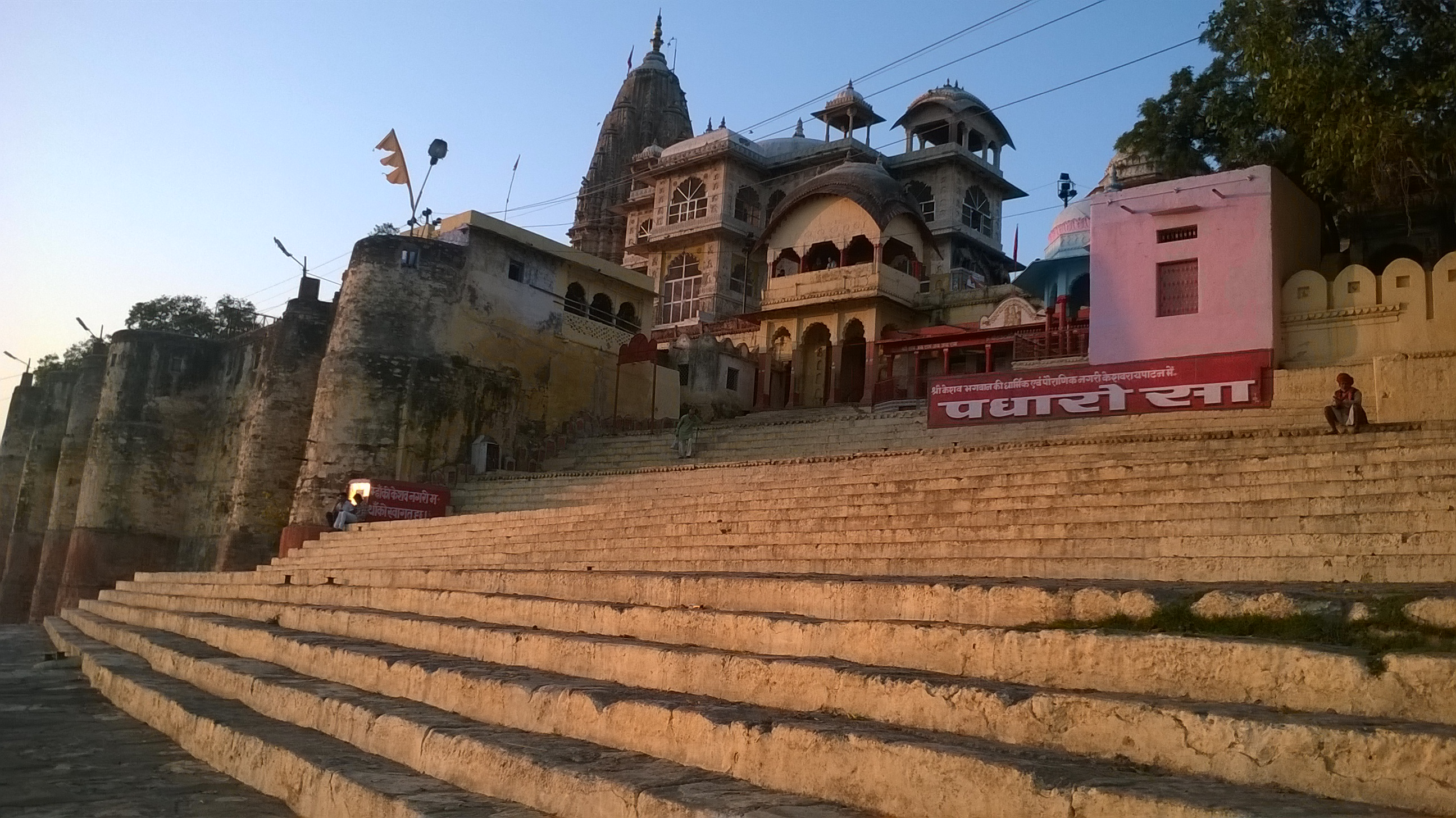
Templo Keshav Rai, Keshoraipatan

Keshoraipatan é uma cidade e um município no distrito de Bundi, no estado indiano de Rajastão.

## Demografia
Segundo o censo de 2001, Keshoraipatan tinha uma população de 21,119 habitantes. Os indivíduos do sexo masculino constituem 52% da população e os do sexo feminino 48%. Keshoraipatan tem uma taxa de literacia de 60%, superior à média nacional de 59.5%: a literacia no sexo masculino é de 70% e no sexo feminino é de 48%. Em Keshoraipatan, 16% da população está abaixo dos 6 anos de idade.